# Neoseiulus californicus
Neoseiulus californicus (synoniem: Amblyseius californicus) is een mijtensoort uit de familie Phytoseiidae.
De roofmijten kunnen worden ingezet als biologische bestrijding van spint, waarbij deze soort beter bestand is tegen hogere temperaturen en een lagere relatieve luchtvochtigheid dan Phytoseiulus persimilis.